# Провинцијализам
Провинцијализми (лат. provincialis – покрајински) је језичко обележје или појава ограничена на говор неког краја или покрајине; зове се још и регионализам, а уколико је ограничено на неко уже подручје или место зове се локализам. Провинцијализам је и обележје преузето из неког месног подстандарда у стандардни књижевни језик.  Премда такве речи не улазе у корпус књижевног језика, оне се често појављују у књижевним делима, како кроз говор јунака тако и кроз приповедање, тамо где писац жели да истакне локални карактер говора.
У српској књижевности, провинцијализмима обилују дела Борислава Станковића, Стевана Сремца, Симе Матавуља, Иве Андрића и других писаца чија дела везујемо за одређену географску целину (Банат, Далмација, Босна, Јужна Србија...)